# Alfons Aragonski Stariji
Alfons Aragonski (španjolski: Alfonso de Aragón), znan kao Stariji (španjolski: el Viejo) (1332. – Gandía, 5. ožujka 1412.), bio je španjolski plemić, koji je imao titule grofa i markiza – bio je grof Dénije, grof Ribagorze (kao Alfons IV.), markiz Villene te vojvoda Gandíje (kao Alfons I.).
Neko je vrijeme Don Alfons razmatran za nasljednika krune Aragonije. Kao unuk kralja Jakova II., Alfons je imao pravo na tron. Ipak, Alfons nikad nije postao kralj.

## Obitelj i osobni život
Alfons je bio sin Don Petra (Pedro) i njegove supruge, Ivane de Foix. Bio je brat Don Ivana (Juan).
Alfons je oženio 1355. Violantu d'Arenós i Cornel, čiji je otac bio Gonçalbo Díez d'Arenós.
Djeca Don Alfonsa i gospe Violante:
- Ivan (umro mlad)
- Jakov, plemić Arenósa
- Alfons Aragonski Mlađi, barun i grof (oženio u Tudeli infantu Mariju Navarsku)
- Blanka
- Leonora Violanta, supruga svog bratića Jakova
- Petar (njegov je sin bio Enrique de Villena)
- Ivana od Gandíje

Alfons je bio veoma zainteresiran za kulturu i umjetnost.